# Medford (Oregon)
Medford az Amerikai Egyesült Államok északnyugati részén, Oregon állam Josephine megyéjében elhelyezkedő város, a megye székhelye. A 2020. évi népszámláláskor 85 824 lakosa volt. Agglomerációja 223 259 lakosával az állam negyedik legnépesebbike.
David Loring építőmérnök és az Oregon and California Railroad vasúttársaság munkatársa 1883-ban nevezte el a lakóhelye közelében fekvő Massachusetts állambeli Medfordról.

## Története
1853-ban S. L. Dodson és David Loring vezetésével a mai Gold Hill közelébe vasúti földmérők érkeztek. Jacksonville lakosai reménykedtek, hogy a vasút az ő településük érintésével fog haladni, de ehelyett a Medve-pataki útvonal mellett döntöttek. 1883 novemberében kijelölték a vasútállomás helyét, Charles J. Howard vezetésével pedig 82 utcasaroknyi területen új város alakult ki.
James Sullivan Howard kereskedő állítása szerint 1884 januárjában övé volt az első épület, azonban Emil Piel kovács már 1883 decemberében adott fel hirdetést. Mások szerint Iradell Judson Phipps és Charles Wesley Broback gazdálkodók már a város megalapítása előtt jelen voltak. Az 1884. február 6-án megnyílt posta első vezetője James Sullivan Howard lett. Medford 1885. február 24-én kapott városi rangot, majd 1905-ben a törvényhozás nagyvárossá minősítette. Howard egészen az 1919. november 13-án bekövetkezett haláláig a posta vezetője maradt.
A 20. század elején a Medve-patakon acélhíd épült; korábban az átkelés csak gázlón (főleg lóháton, autók 1903 előtt nem voltak Medfordban) volt lehetséges. 1903 George H. Haskins gyógyszertárában megnyílt a település könyvtára, amely később a városházán, majd önálló épületében működött. A Carnegie könyvtárat 1912-ben adták át.
A megyeszékhelyi 1927-ben Jacksonville helyett Medford lett. A második világháború és az 1960-as évek között a nem fehér bőrűek napnyugta után nem tartózkodhattak az utcán.
A Pacific Highwayt az 1967-ben átadott Interstate 5 váltotta. Az autópályát sokan kritizálják a kiskereskedelem hanyatlása miatt, de a város közlekedésében fontos szerepe van: egy 1999-es felmérés szerint az észak-medfordi csomópontban felhajtók 45%-a a dél-medfordi kihajtónál tér le az útról. A forgalom növekedése miatt 2006-ban két új csomópontot adtak át.
Az 1990-es évek óta jelentős forrásokat fordítanak a belváros revitalizációjára. Több épületet felújítottak, új járdák, kerékpárutak és parkolóházak épültek, valamint az utcahálózatot átalakították. A belvárosban új könyvtár, valamint egyetemi campus épült.
A 2008–2009-es gazdasági válság miatt a város és a Lithia Motors közreműködésével tervezett The Commons park kivitelezését felfüggesztették. A leállítás előtt a Greyhound buszállomása új helyre költözött és 850 ezer dollárt fordítottak közműkiváltásra. Az újrakezdést követően a projekt alapkőletétele 2011. április 22-én volt, az első fázis elkészülését 2012-re tervezték.

## Földrajz és éghajlat

### Földrajz
A kaliforniai államhatár 43 km-re délre található. Medford a Tazama-hegy lávakövületein fekszik.

### Éghajlat
Medford a Siskiyou- és Cascade-hegységek esőárnyékában (Rogue-völgy) fekszik; ez azt jelenti, hogy Oregon többi részéhez képest sokkal szárazabb és melegebb az időjárás. Medford éghajlata mediterrán (a Köppen-skála szerint Csa). Nyaranta a kelet-oregonihoz, telente pedig a csendes-óceáni partvidékhez hasonló az időjárás. Nyáron a hőmérséklet 61 délutánon éri el a 32,2 és 11 délutánon a 37,8 °C-ot. 1981 augusztusában négy napon volt 43,3 °C, míg két napon a hőmérséklet elérte a 45,6 °C-ot is. Évente 64 hajnalon csökken a hőmérséklet fagypont alá; október 23-a és április 23-a között átlagosan két napon a napi legmagasabb hőmérséklet nem haladja meg a 0 °C-ot. A város a USDA 8-as klímazónájában fekszik. Telente inverzió is kialakulhat (a levegő melegebb, mint a talaj); a fafeldolgozók működése idején a sűrű köd hatására a látótávolság másfél méterre csökkent. Egyesek szerint az inverziót az alacsony szélsebesség okozza; ilyenkor a levegőminőség jelentősen csökken.
Telente átlagosan 8,6 centiméter hó hull, ami gyorsan elolvad. 1955–1956-ban 79 centiméter esett; ez volt a legcsapadékosabb év, amikor 848,6 mm csapadék hullt. 2017. január 3-án 21 centiméter hó hullt. A következő év 1911 óta a legszárazabb volt, ekkor mindössze 235,7 mm eső hullt. A legcsapadékosabb hónap (323,1 mm) 1964 decembere volt, máskor az esőmennyiség nem haladta meg a 254 mm-t. A legcsapadékosabb nap (83,8 mm) 1962. december 2-a volt.
A hidegrekord (-23 °C) 1919. december 13-án, míg a melegrekord (46 °C) 1946. július 20-án és 2021. június 28-án dőlt meg. A napi hőmérséklet nyaranta sokkal nagyobb mértékben változik: télen 7,5 °C-ot, míg nyáron 18,4 °C-ot.
| Hónap                                            | Jan.  | Feb.  | Már.  | Ápr. | Máj. | Jún. | Júl. | Aug. | Szep. | Okt. | Nov.  | Dec.  | Év    |
| ------------------------------------------------ | ----- | ----- | ----- | ---- | ---- | ---- | ---- | ---- | ----- | ---- | ----- | ----- | ----- |
| Rekord max. hőmérséklet (°C)                     | 22,0  | 26,0  | 30,0  | 36,0 | 39,0 | 46,0 | 46,0 | 46,0 | 43,0  | 37,0 | 27,0  | 22,0  | 46,0  |
| Átlagos max. hőmérséklet (°C)                    | 9,0   | 12,3  | 15,2  | 18,1 | 23,3 | 27,5 | 33,1 | 32,8 | 29,1  | 21,2 | 12,2  | 7,8   | 20,2  |
| Átlaghőmérséklet (°C)                            | 4,7   | 6,7   | 9,1   | 11,6 | 15,8 | 19,4 | 23,9 | 23,6 | 19,8  | 13,4 | 7,3   | 4,1   | 13,3  |
| Átlagos min. hőmérséklet (°C)                    | 0,3   | 1,1   | 2,9   | 5,0  | 8,3  | 11,3 | 14,8 | 14,4 | 10,7  | 5,6  | 2,4   | 0,3   | 6,5   |
| Rekord min. hőmérséklet (°C)                     | −19,0 | −14,0 | −10,0 | −6,0 | −2,0 | −1,0 | 3,0  | 4,0  | −2,0  | −8,0 | −12,0 | −23,0 | −23,0 |
| Átl. csapadékmennyiség (mm)                      | 69    | 50    | 46    | 38   | 34   | 17   | 6    | 8    | 12    | 31   | 66    | 90    | 467   |
| Átl. páratartalom (%)                            | 84    | 80    | 71    | 65   | 61   | 55   | 48   | 50   | 57    | 70   | 84    | 87    | 68    |
| Forrás: Nemzeti Óceán- és Légkörkutatási Hivatal |       |       |       |      |      |      |      |      |       |      |       |       |       |

## Népesség
| Lakosok száma | 967  | 1791 | 5756 | 11 007 | 17 305 | 24 425 | 39 746 | 46 951 | 74 907 | 85 824 |
|               | 1890 | 1900 | 1920 | 1930   | 1950   | 1960   | 1980   | 1990   | 2010   | 2020   |

## Gazdaság
Medford legfontosabb iparága az egészségügy: az Asante Rogue Regional Medical Center és a Providence Medford Medical Center összesen több mint kétezer főt foglalkoztatnak. A város a nyugdíjasok kedvelt célpontja, így jelentős az idősekre épült ellátórendszer is.
Korábban jelentős volt a mezőgazdaság (körte, barack, borszőlő) és a faipar. A Harry & Davidnek (korábban Bear Creek Corporation), az USA legnagyobb gyümölcsforgalmazójának Medfordban van a székhelye, egyben a térség legnagyobb foglalkoztatója: 1700 állandó és 6700 alkalmi munkavállalót alkalmaznak. A marihuána 2012-es legalizációja jelentős hatással volt a gazdaságra, évente közel egymillió tonnát termesztenek és a medfordi terjesztőknek havonta kétmillió dollár bevételt hoz. A közeli forrásról elnevezett Lithia Motors az ország negyedik legnagyobb autógyártója; székhelye korábban Ashlandben volt, de 1970-ben Medfordba költözött.
Medford a Rogue-völgyi borvidék része. A belváros támogatásokból és magánbefektetésekből átalakuláson ment keresztül.

## Közigazgatás

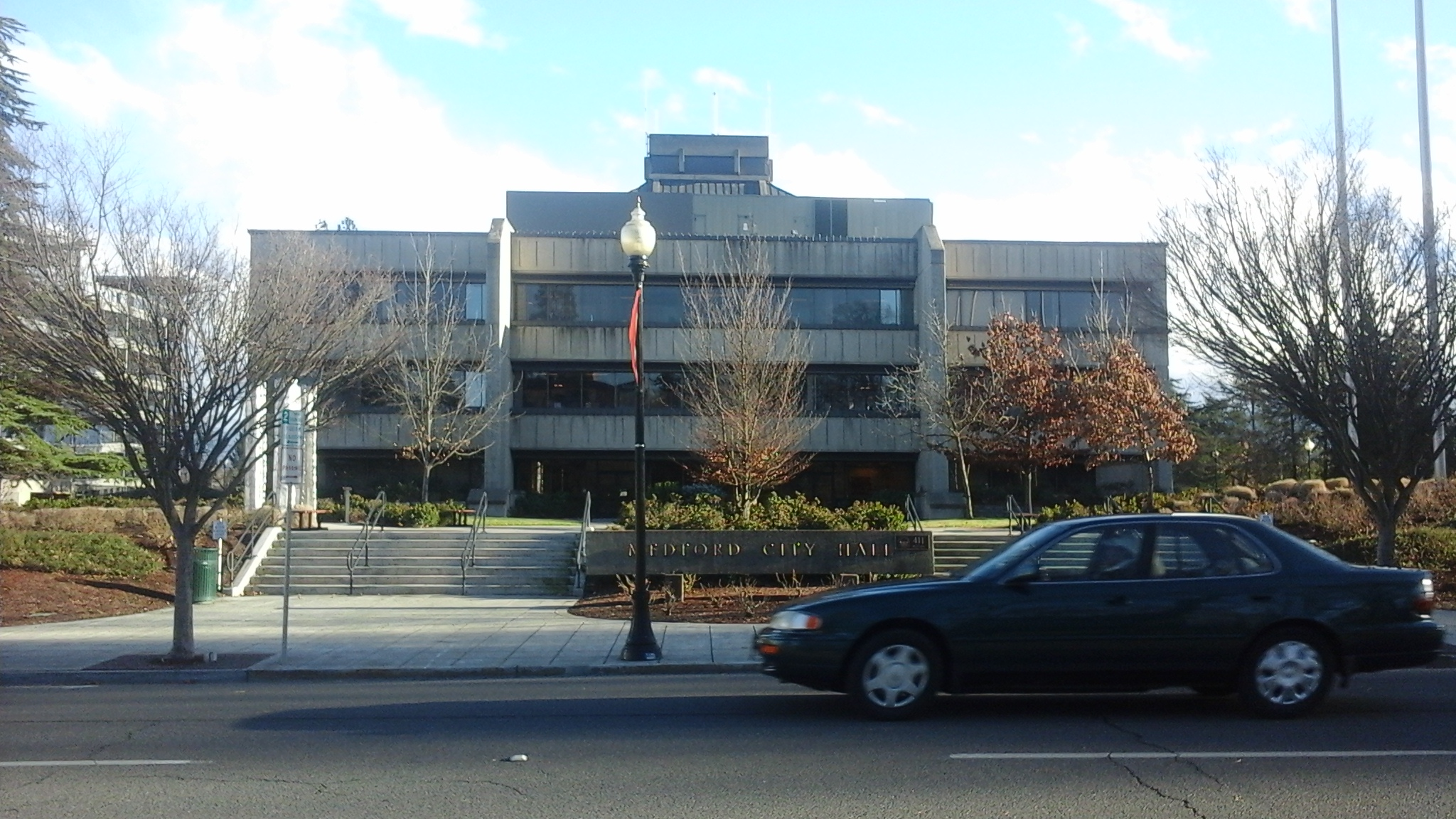
Városháza

A helység az adminisztratív feladatok ellátására városmenedzsert alkalmaz. A polgármestert két évre, míg a négy választókerület két-két képviselőjét négy évre választják. A polgármester és a képviselők fizetést nem kapnak, de kiadásaikat megtérítik.

## Közbiztonság
A rendőrségnek 145 alkalmazottja és harminc önkéntese van.
Az FBI 2015-ös adatai szerint Medford Oregon legveszélyesebb városa: százezer lakosra 502 személy és 6543 tulajdon elleni bűneset jutott.
A 2000-es évek elején megnövekedett a szervezett bűnözés, 2009-ben pedig a metamfetaminhasználat, ami a hatóságok szerint hozzájárult a tulajdon elleni cselekmények (például személyiséglopás) számának emelkedéséhez.

## Kultúra

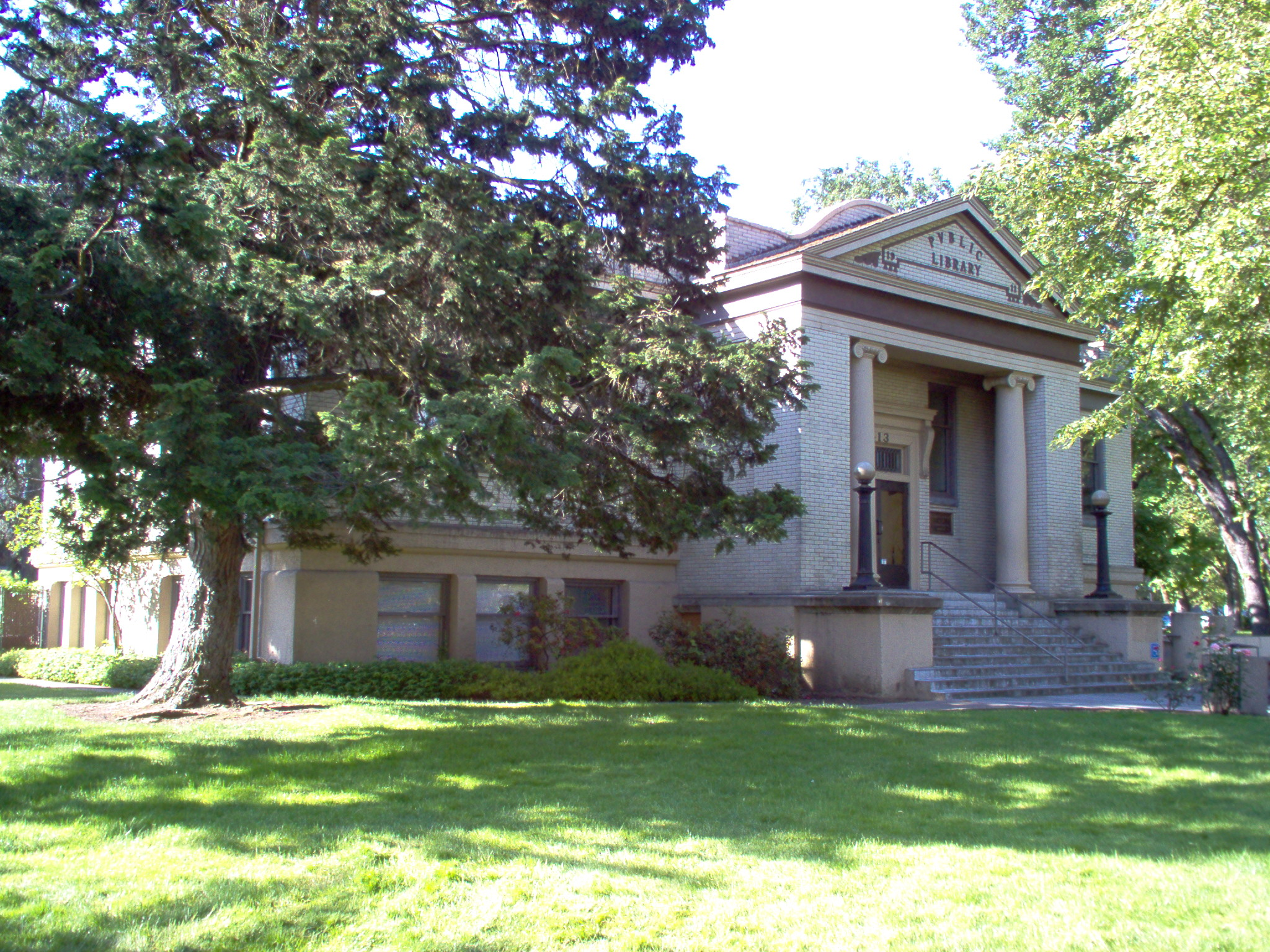
Carniegie könyvtár

Az évente megrendezett körtefesztivál futóversenye a városházánál tartott vásárnál ér véget.
Az 1890-ben alapított temetőben vezetett túrákat tartanak. A Carnegie könyvtár 1911-től 2004-ig működött, amikor új létesítmény épült. Azóta a Dél-oregoni Gyermekmúzeum működik benne.
A Main Street és a Central Avenue csomópontjában 1997-ben új közteret (Vogel Plaza) adtak át.

## Közlekedés

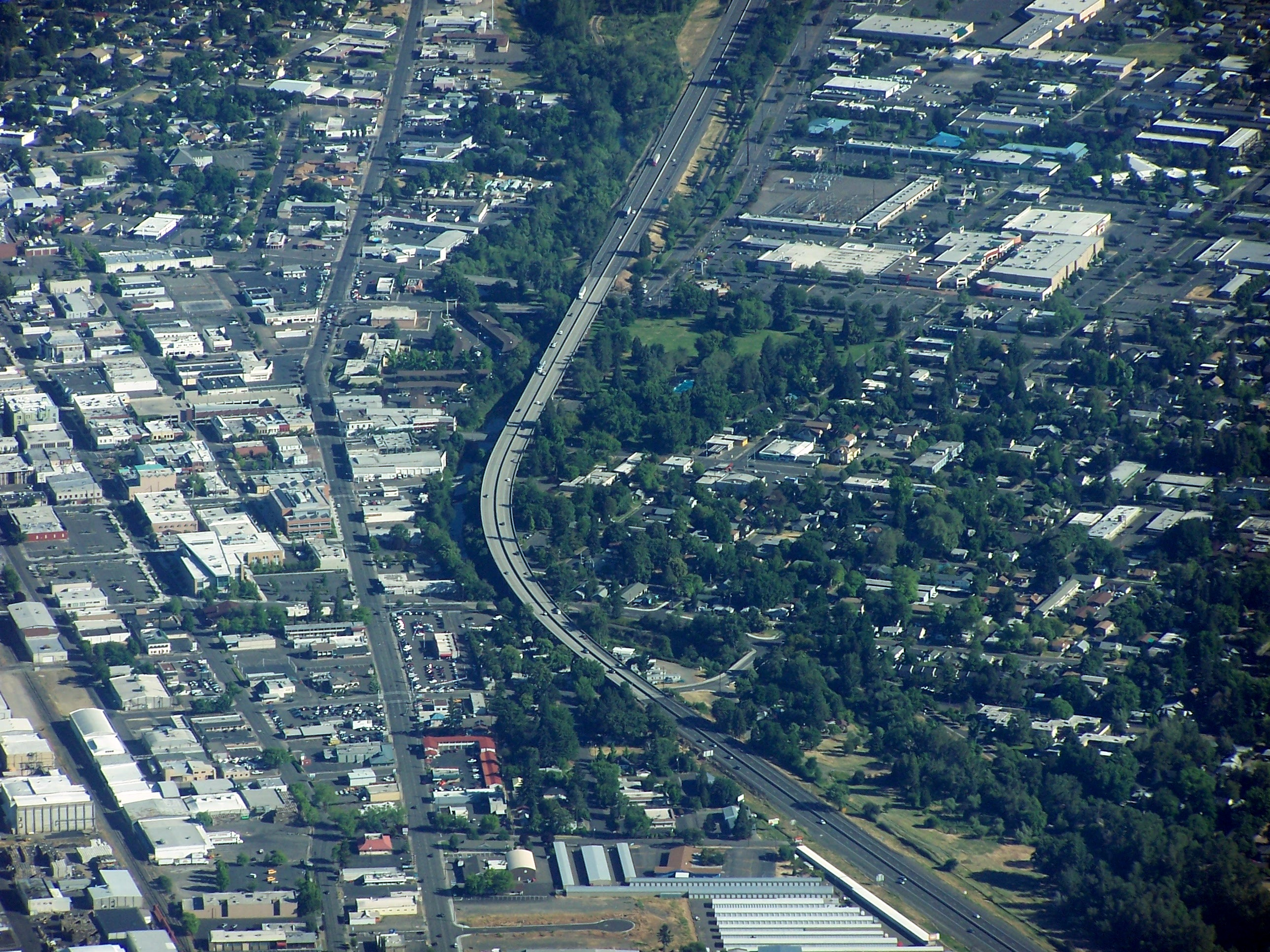
Az I-5 viaduktja

### Közút
A város 322 kilométer út fenntartásáért felel.
Az Interstate 5 egy 984 méter hosszú viadukton halad át a városon és két medfordi kijárata van. A települést az OR-62, OR-99 és OR-238 országutak érintik.

### Busz
A medfordi agglomeráció tömegközlekedését a Rogue Valley Transportation District látja el. A Front Street autóbusz-állomáson át lehet szállni a Greyhound Lines távolsági viszonylataira.
Klamath Falls vasútállomása felé az Oregon POINT indít intercityjáratot. A Southern Pacific Transportation Company ⋅Medfordot is érintő vasúti viszonylata 1956-ban szűnt meg.

### Légi közlekedés
A Rogue-völgyi nemzetközi–Medfordi repülőtér az állam harmadik legforgalmasabb légikikötője. Az egy aszfaltburkolatú futópályával rendelkező létesítményt évente egymillió utas veszi igénybe; járatokat az Alaska Airlines (a Horizon Air üzemeltetésében), a United Express, a Delta Connection, a United Airlines, az American Airlines és az Allegiant Airlines indít.

### Vízi közlekedés
A Rogue folyón 1906-ban épült vízerőmű mára megszűnt. A National Weather Service az árvízszintet 3,6 méterben állapította meg; a sekély víz a teherszállítást ellehetetleníti.

## Parkok

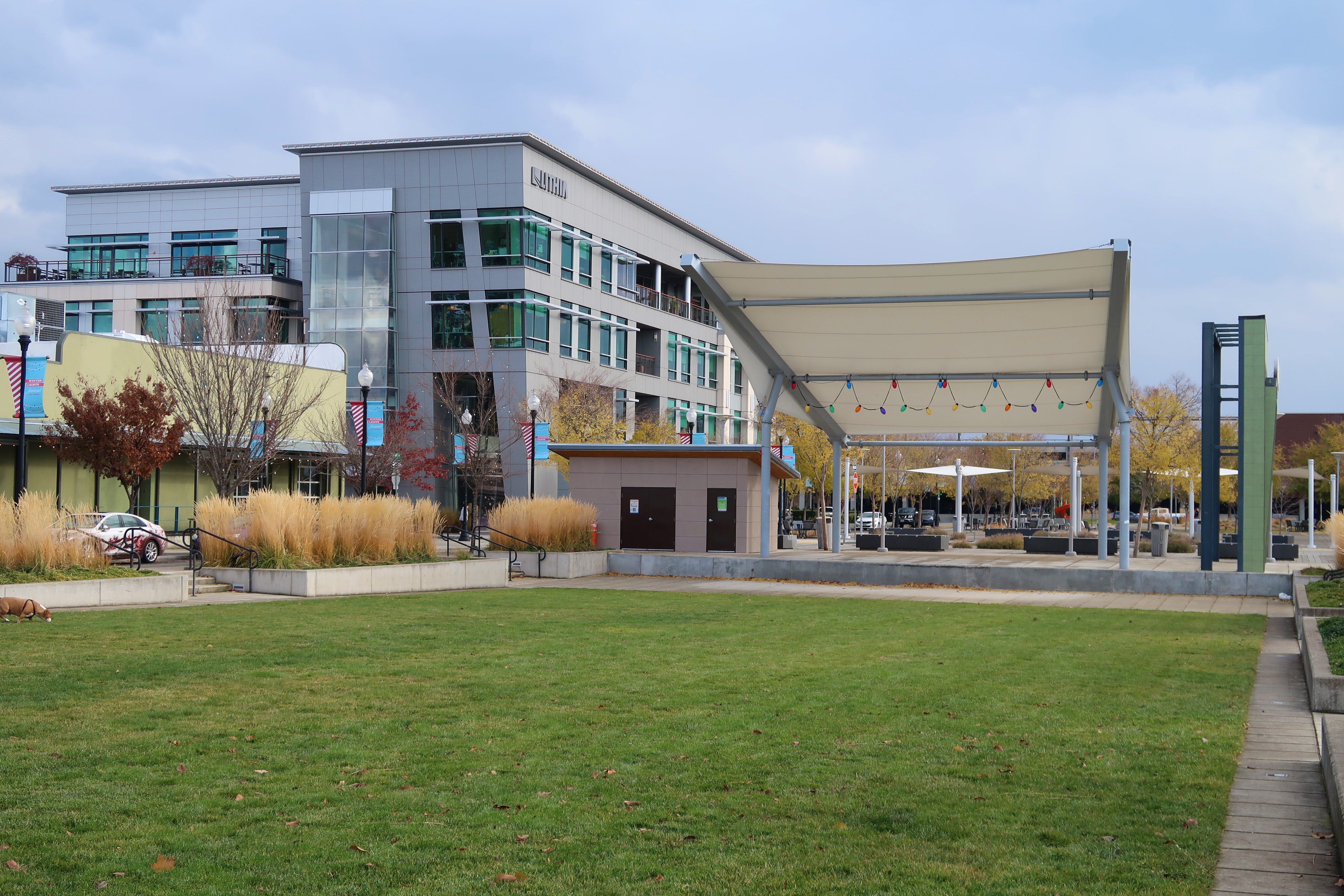
The Commons

### Alba Park
A város legrégebbi parkját 1888-ban a vasúttársaság adta át a Holly és Main utcák csomópontjában. 1911-től, a Carnegie könyvtár átadásától Library Parkként ismerték, de később felvette Medford testvérvárosának nevét. A parkban pergola, egy fiút két kutyával ábrázoló szobor, szökőkút, valamint egy második világháborús japán fegyver található.

### Bear Creek Park
0,4 négyzetkilométeres területével a Bear Creek Park a Prescott Park után a város második legnagyobb parkja. A nyugatról a Medve-patak és a Bear Creek Greenway túraútvonal által határolt területen teniszpályák, gördeszkapark, kerékpárpálya, kutyafuttató, szabadtéri színpad, játszótér és közösségi kert található.
1925 óta a területet több célra is használták. A Mollie Keene-től vásárolt helyen 1939-ig szemétégető, majd cserkésztábor működött, ezután pedig újra magántulajdonba került. 1963-ban a Medve-patak szennyezettsége médiafigyelmet kapott, így a város megvásárolta a területet. A New York-i Robert Leathers által tervezett játszóteret 1988-ban adták át.

### The Commons
A The Commons a történelmi belvárosban, a Lithia Motors székházával szemközt létesített közösségi tér.

### Roxy Ann-csúcs és Prescott Park
Medford egyik látványossága a keleti oldalon található harmincmillió éves Roxy Ann-csúcs. Az 1090 méter magas formáció névadója az egykor a hegylábnál élt Roxy Ann Bowen telepes.
A csúcs és a környező terület egy része a hét négyzetkilométeres Prescott Parkban (a város legnagyobb parkja) található, amely nevét az 1933-ban szolgálat közben meggyilkolt George J. Prescott rendőrről kapta.
A legnépszerűbb, 5,5 kilométer hosszú túraútvonal 290 méteren kezdődik és 1081 méteres magasságban ér véget; felső határáról kilátás nyílik a Rogue-völgyre.

## Oktatás
A közoktatási intézmények fenntartója a Medfordi Tankerület. A városban számos magánintézmény is található (például Cascade Christian High School és Rogue Valley Adventist School).
A Rogue Közösségi Főiskola belvárosi campusa 1997-ben nyílt meg; 2007-ben megállapodtak a Dél-oregoni Egyetemmel egy közös telephely létesítéséről. A Csendes-óceáni Teológiai Főiskolát 1989-ben alapították.

## Média

### Televízióadók
Az alábbi csatornák medfordi székhelyűek:
- KOBI (NBC)
- KSYS (PBS)
- KTVL (CBS)
- KDRV (ABC)
- KDSO-LV (theDove)
- KMVU (FOX)
- KFBI-LD (MyNetworkTV)

### Rádióadók
| Középhullám (AM)      | Középhullám (AM) | Középhullám (AM)       |
| Frekvencia (kHz)      | Hívójel          | Tematika               |
| --------------------- | ---------------- | ---------------------- |
| 580                   | KTMT             | Sport                  |
| 610                   | KRTA             | Mexikói regionális     |
| 1230                  | KSJK             | Hírek (egyetemi)       |
| 1300                  | KDSO             | Vallás                 |
| 1440                  | KYVL             | Hírek                  |
| Ultrarövidhullám (FM) |                  |                        |
| Frekvencia (MHz)      | Hívójel          | Tematika               |
| 88,3                  | KSRG             | Komolyzene (közrádió)  |
| 89,1                  | KSMF             | Dzsessz (közrádió)     |
| 90,1                  | KSOR             | Komolyzene (közrádió)  |
| 91,1                  | KHRI             | Keresztény rock        |
| 91,7                  | KDOV-FM          | Keresztény slágerlista |
| 93,7                  | KTMT-FM          | Slágerlista            |
| 94,7                  | KRRM             | Klasszikus country     |
| 95,7                  | KBOY-FM          | Klasszikus rock        |
| 96,9                  | KROG             | Kemény rock            |
| 98,1                  | KLDR             | Slágerlista            |
| 98,9                  | KRVC             | Mai slágerek           |
| 100,3                 | KRWQ             | Country                |
| 101,9                 | KCMX             | Felnőtt kortárs        |
| 102,7                 | KCNA             | Slágerlista            |
| 103,5                 | KLDZ             | Slágerlista            |
| 105,1                 | KAKT             | Új country             |
| 106,3                 | KMED             | Hírek                  |
| 107,5                 | KIFS             | Slágerlista            |

### Újságok
A Mail Tribune-t 1909-ben alapították; 2022 szeptemberében megszűnt a nyomtatott, 2023. január 13-án pedig az online változata is. A kiadó EO Media Group február 18-án elindította a Rogue Valley Tribune-t, azonban a név körüli jogviták miatt nevét 2023. március 1-jén Rogue Valley Timesra változtatták. Főszerkesztője a Mail Tribune egyik korábbi munkatársa.

## Sport
A Southern Oregon Timberjacks baseballcsapat otthona a Miles Field volt. A Southern Oregon Heat amerikaifutball-csapat 2001-ben a Compton Arénában játszott.
2009-ig a Lava Lanesen rendezték meg a PBA Medford Open bowlingversenyét.
A Southern Oregon Spartans hokicsapat otthona a város déli részén fekvő RRRink volt. A Medford Rogues egyetemi baseballcsapat a Harry and David Fielden játszik. Az emlékezet napjának hétvégéjén a Rogue Valley Timbers Soccer Club labdarúgó-mérkőzéseket rendez.

## Nevezetes személyek
- Art Pollard, autóversenyző[106]
- Bill Bowerman, a Nike társalapítója[107]
- Bob Newland, amerikaifutball-játékos[108]
- Brad Arnsberg, baseballjátékos és -edző[109]
- Braden Shipley, baseballjátékos[110]
- Bruce Hale, kosárlabdázó[111]
- Charles Royer, Seattle korábbi polgármestere[112]
- Chris Johns, fotóművész[113]
- Clinton „Fear” Loomis, e-sport-versenyző[114]
- Danny Miles, kosárlabdaedző[115]
- David B. Frohnmayer, ügyvéd[116]
- Dick Skeen, teniszező[117]
- Devin Cole, harcművész[118]
- Dick Fosbury, magasugró[119]
- Edwin Durno, szenátor[120]
- Edwin Reinecke, Kalifornia kormányzóhelyettese[121]
- Ginger Rogers, színész[122]
- Helen M. Duncan, geológus[123]
- Jaida Ross, súlylökő
- James A. Redden, bíró[124]
- Jeff Barry, baseballjátékos[125]
- Jennifer Murphy, zenész[126]
- Jonathan Stark, teniszező[127]
- Justin Baldoni, színész[128]
- Kellin Quinn, énekes[129]
- Kevin Towers, az Arizona Diamondbacks igazgatója[130]
- Kyle Singler, kosárlabdázó[131]
- Les Gutches, birkózó[132]
- Lisa Rinna, színész[133]
- Mark Ryden, festő[134]
- Marshall Holman, bowljátékos[135]
- Mike Whitehead, harcművész[136]
- Page Hamilton, zenész[137]
- Paul Brainerd, üzletember[138]
- Pete Loncarevich, kerékpárversenyző[139]
- Robert G. Emmens, a Doolittle-rajtaütésben részt vevő tiszt[140]
- Scott Davis, a UPS korábbi vezérigazgatója[141]
- Scott Thurston, zenész[142]
- Steve Bechler, baseballjátékos[143]
- Vic Snyder, politikus[144]

## Testvérváros
A program 1960-as elindításakor Medford testvérvárosa a hasonló fekvés, éghajlat és népességszám miatt az Olaszország Piemont régiójában fekvő Alba lett. A két város cserediákprogramot is folytat; 2007-ben a 67 medfordi jelentkezőből 24-en tanulhattak Olaszországban.
Az 1957–1962 között regnáló John W. Snider medfordi polgármester Osvaldo Cagnassóval, Alba akkori vezetőjével műholdas telefonhívással vette fel a kapcsolatot.

## Fordítás
- Ez a szócikk részben vagy egészben  a   Medford, Oregon című angol Wikipédia-szócikk ezen változatának fordításán alapul.  Az eredeti cikk szerkesztőit annak laptörténete sorolja fel. Ez a jelzés csupán a megfogalmazás eredetét és a szerzői jogokat jelzi, nem szolgál a cikkben szereplő információk forrásmegjelöléseként.